# Rock népalais
Le rock népalais désigne le rock interprété par des groupes et artistes népalais.

## Histoire
La scène musicale au Népal comprend plusieurs groupes populaires de rock, dont 1974 A.D. qui ont fait une tournée aux États-Unis et en Grande-Bretagne, le groupe folk Nepathya avec Gautam Gurung (plus connu pour la chanson Chekyo Chhekyo), Robin N Looza et le groupe Cobweb. Quelques groupes de heavy metal ont également fait leur apparition dont Nastik, X-Mantra, Albatross ou Nemesis.
La ville de Darjeeling fut l'emblême de la scène rock des années 1960 jusque dans les années 1980. À la fin des années 1980, avec la diffusion du mouvement Gorkhaland, l'importance de la ville sur le plan musical déclina. Les groupes de new wave comme[Mantra ont toutefois relancé l'esprit artistique qui régnait à Darjeeling.